# Deutsche Snooker-Meisterschaft 2018
Die deutsche Snooker-Meisterschaft 2018 war die 22. Austragung der nationalen Meisterschaft der Herren in der Billardvariante Snooker. Sie fand vom 7. bis 11. November 2018 im Rahmen der deutschen Billard-Meisterschaft in der Wandelhalle im hessischen Bad Wildungen statt.
Deutscher Meister wurde Michael Schnabel von der TSG Heilbronn, der das Finale mit 4:1 gegen Daniel Sciborski gewann. Den dritten Platz belegten Umut Dikme und Robin Otto. Titelverteidiger Richard Wienold schied im Viertelfinale gegen den späteren Sieger aus.
Das mit 102 Punkten einzige Century Break und damit auch das höchste Break des Turniers erzielte Michael Schnabel im Finale.

## Vorrunde
Die 32 Spieler wurden in 8 Gruppen eingeteilt, in denen sie im Round-Robin-Modus gegeneinander antraten. Die beiden Bestplatzierten jeder Gruppe qualifizierten sich für die Finalrunde, die im K.-o.-System ausgespielt wurde.

### Gruppe A
| Platz | Spieler              | G | V | Frames |
| ----- | -------------------- | - | - | ------ |
| 1     | Richard Wienold      | 3 | 0 | 9:1    |
| 2     | Tobias Friedrichs    | 2 | 1 | 6:7    |
| 3     | Nicolas Georgopoulos | 1 | 2 | 6:6    |
| 4     | Sven-Goran Maier     | 0 | 3 | 2:9    |

| Spiel | Spieler 1            | Ergebnis | Spieler 2            |
| ----- | -------------------- | -------- | -------------------- |
| 1     | Sven-Goran Maier     | 32:32    | Tobias Friedrichs    |
| 2     | Richard Wienold      | 13:13    | Nicolas Georgopoulos |
| 3     | Sven-Goran Maier     | 30:30    | Nicolas Georgopoulos |
| 4     | Richard Wienold      | 03:03    | Tobias Friedrichs    |
| 5     | Sven-Goran Maier     | 30:30    | Richard Wienold      |
| 6     | Nicolas Georgopoulos | 32:32    | Tobias Friedrichs    |

### Gruppe B
| Platz | Spieler        | G | V | Frames |
| ----- | -------------- | - | - | ------ |
| 1     | Roman Dietzel  | 3 | 0 | 9:1    |
| 2     | Umut Dikme     | 2 | 1 | 7:6    |
| 3     | Loris Lehmann  | 1 | 2 | 5:7    |
| 4     | Philipp Rietze | 0 | 3 | 2:9    |

| Spiel | Spieler 1     | Ergebnis | Spieler 2      |
| ----- | ------------- | -------- | -------------- |
| 1     | Roman Dietzel | 03:03    | Philipp Rietze |
| 2     | Umut Dikme    | 23:23    | Loris Lehmann  |
| 3     | Roman Dietzel | 03:03    | Loris Lehmann  |
| 4     | Umut Dikme    | 13:13    | Philipp Rietze |
| 5     | Roman Dietzel | 13:13    | Umut Dikme     |
| 6     | Loris Lehmann | 13:13    | Philipp Rietze |

### Gruppe C
| Platz | Spieler      | G | V | Frames |
| ----- | ------------ | - | - | ------ |
| 1     | Nicolas Fiß  | 3 | 0 | 9:3    |
| 2     | Felix Frede  | 2 | 1 | 8:5    |
| 3     | Davut Dikme  | 1 | 2 | 5:7    |
| 4     | Holger Hänel | 0 | 3 | 2:9    |

| Spiel | Spieler 1    | Ergebnis | Spieler 2   |
| ----- | ------------ | -------- | ----------- |
| 1     | Holger Hänel | 31:31    | Nicolas Fiß |
| 2     | Davut Dikme  | 32:32    | Felix Frede |
| 3     | Holger Hänel | 30:30    | Felix Frede |
| 4     | Davut Dikme  | 30:30    | Nicolas Fiß |
| 5     | Holger Hänel | 31:31    | Davut Dikme |
| 6     | Felix Frede  | 32:32    | Nicolas Fiß |

### Gruppe D
| Platz | Spieler                | G | V | Frames |
| ----- | ---------------------- | - | - | ------ |
| 1     | Jan Eisenstein         | 3 | 0 | 9:1    |
| 2     | Kilian Baur-Pantoulier | 2 | 1 | 6:5    |
| 3     | Soner Sari             | 1 | 2 | 6:7    |
| 4     | Alexander Nikitin      | 0 | 3 | 1:9    |

| Spiel | Spieler 1              | Ergebnis | Spieler 2              |
| ----- | ---------------------- | -------- | ---------------------- |
| 1     | Jan Eisenstein         | 03:03    | Alexander Nikitin      |
| 2     | Kilian Baur-Pantoulier | 23:23    | Soner Sari             |
| 3     | Jan Eisenstein         | 13:13    | Soner Sari             |
| 4     | Kilian Baur-Pantoulier | 03:03    | Alexander Nikitin      |
| 5     | Jan Eisenstein         | 03:03    | Kilian Baur-Pantoulier |
| 6     | Soner Sari             | 13:13    | Alexander Nikitin      |

### Gruppe E
| Platz | Spieler          | G | V | Frames |
| ----- | ---------------- | - | - | ------ |
| 1     | Michael Schnabel | 3 | 0 | 9:1    |
| 2     | Sascha Breuer    | 2 | 1 | 6:6    |
| 3     | Daniel Schneider | 1 | 2 | 5:8    |
| 4     | Stephan Bock     | 0 | 3 | 4:9    |

| Spiel | Spieler 1        | Ergebnis | Spieler 2        |
| ----- | ---------------- | -------- | ---------------- |
| 1     | Sascha Breuer    | 13:13    | Stephan Bock     |
| 2     | Michael Schnabel | 03:03    | Daniel Schneider |
| 3     | Sascha Breuer    | 23:23    | Daniel Schneider |
| 4     | Michael Schnabel | 13:13    | Stephan Bock     |
| 5     | Sascha Breuer    | 30:30    | Michael Schnabel |
| 6     | Daniel Schneider | 23:23    | Stephan Bock     |

### Gruppe F
| Platz | Spieler          | G | V | Frames |
| ----- | ---------------- | - | - | ------ |
| 1     | Luca Kaufmann    | 3 | 0 | 9:3    |
| 2     | Robin Otto       | 2 | 1 | 7:4    |
| 3     | Daniel Dück      | 1 | 2 | 4:7    |
| 4     | Jean-Luca Nüßgen | 0 | 3 | 3:9    |

| Spiel | Spieler 1        | Ergebnis | Spieler 2     |
| ----- | ---------------- | -------- | ------------- |
| 1     | Jean-Luca Nüßgen | 32:32    | Luca Kaufmann |
| 2     | Robin Otto       | 13:13    | Daniel Dück   |
| 3     | Jean-Luca Nüßgen | 31:31    | Daniel Dück   |
| 4     | Robin Otto       | 31:31    | Luca Kaufmann |
| 5     | Jean-Luca Nüßgen | 30:30    | Robin Otto    |
| 6     | Daniel Dück      | 30:30    | Luca Kaufmann |

### Gruppe G
| Platz | Spieler              | G | V | Frames |
| ----- | -------------------- | - | - | ------ |
| 1     | Daniel Sciborski     | 3 | 0 | 9:1    |
| 2     | Suphi Yalman         | 1 | 2 | 6:6    |
| 3     | Florian Stiefenhofer | 1 | 2 | 3:6    |
| 4     | Sebastian Veit       | 1 | 2 | 3:8    |

| Spiel | Spieler 1            | Ergebnis | Spieler 2            |
| ----- | -------------------- | -------- | -------------------- |
| 1     | Daniel Sciborski     | 03:03    | Sebastian Veit       |
| 2     | Florian Stiefenhofer | 30:30    | Suphi Yalman         |
| 3     | Daniel Sciborski     | 13:13    | Suphi Yalman         |
| 4     | Florian Stiefenhofer | 03:03    | Sebastian Veit       |
| 5     | Daniel Sciborski     | 03:03    | Florian Stiefenhofer |
| 6     | Suphi Yalman         | 32:32    | Sebastian Veit       |

### Gruppe H
| Platz | Spieler            | G | V | Frames |
| ----- | ------------------ | - | - | ------ |
| 1     | Jörn Hannes-Hühn   | 3 | 0 | 9:2    |
| 2     | Christoph Gawlytta | 2 | 1 | 6:5    |
| 3     | Julien Leifert     | 1 | 2 | 7:6    |
| 4     | Andreas Hettel     | 0 | 3 | 0:9    |

| Spiel | Spieler 1        | Ergebnis | Spieler 2          |
| ----- | ---------------- | -------- | ------------------ |
| 1     | Jörn Hannes-Hühn | 03:03    | Christoph Gawlytta |
| 2     | Andreas Hettel   | 30:30    | Julien Leifert     |
| 3     | Jörn Hannes-Hühn | 23:23    | Julien Leifert     |
| 4     | Andreas Hettel   | 30:30    | Christoph Gawlytta |
| 5     | Jörn Hannes-Hühn | 03:03    | Andreas Hettel     |
| 6     | Julien Leifert   | 32:32    | Christoph Gawlytta |

## Finalrunde
|  | Achtelfinale           | Achtelfinale |                  |                  | Viertelfinale    | Viertelfinale |  |  | Halbfinale | Halbfinale |  |  | Finale | Finale |
|  |                        |              |                  |                  |                  |               |  |  |            |            |  |  |        |        |
|  |                        |              |                  |                  |                  |               |  |  |            |            |  |  |        |        |
|  | Jan Eisenstein         | 1            |                  |                  |                  |               |  |  |            |            |  |  |        |        |
|  | Umut Dikme             | 3            |                  |                  |                  |               |  |  |            |            |  |  |        |        |
|  | Umut Dikme             | 3            | Umut Dikme       | 3                |                  |               |  |  |            |            |  |  |        |        |
|  |                        |              | Umut Dikme       | 3                |                  |               |  |  |            |            |  |  |        |        |
|  |                        |              |                  |                  | Luca Kaufmann    | 0             |  |  |            |            |  |  |        |        |
|  | Suphi Yalman           | 0            |                  |                  | Luca Kaufmann    | 0             |  |  |            |            |  |  |        |        |
|  | Suphi Yalman           | 0            |                  |                  |                  |               |  |  |            |            |  |  |        |        |
|  | Luca Kaufmann          | 3            |                  |                  |                  |               |  |  |            |            |  |  |        |        |
|  | Luca Kaufmann          | 3            | Umut Dikme       | 1                |                  |               |  |  |            |            |  |  |        |        |
|  |                        |              | Umut Dikme       | 1                |                  |               |  |  |            |            |  |  |        |        |
|  |                        |              |                  | Michael Schnabel | 3                |               |  |  |            |            |  |  |        |        |
|  | Michael Schnabel       | 3            |                  | Michael Schnabel | 3                |               |  |  |            |            |  |  |        |        |
|  | Michael Schnabel       | 3            |                  |                  |                  |               |  |  |            |            |  |  |        |        |
|  | Felix Frede            | 1            |                  |                  |                  |               |  |  |            |            |  |  |        |        |
|  | Felix Frede            | 1            | Michael Schnabel | 3                |                  |               |  |  |            |            |  |  |        |        |
|  |                        |              | Michael Schnabel | 3                |                  |               |  |  |            |            |  |  |        |        |
|  |                        |              |                  |                  | Richard Wienold  | 1             |  |  |            |            |  |  |        |        |
|  | Christoph Gawlytta     | 1            |                  |                  | Richard Wienold  | 1             |  |  |            |            |  |  |        |        |
|  | Christoph Gawlytta     | 1            |                  |                  |                  |               |  |  |            |            |  |  |        |        |
|  | Richard Wienold        | 3            |                  |                  |                  |               |  |  |            |            |  |  |        |        |
|  | Richard Wienold        | 3            | Michael Schnabel | 4                |                  |               |  |  |            |            |  |  |        |        |
|  |                        |              | Michael Schnabel | 4                |                  |               |  |  |            |            |  |  |        |        |
|  |                        |              |                  | Daniel Sciborski | 1                |               |  |  |            |            |  |  |        |        |
|  | Roman Dietzel          | 0            |                  | Daniel Sciborski | 1                |               |  |  |            |            |  |  |        |        |
|  | Roman Dietzel          | 0            |                  |                  |                  |               |  |  |            |            |  |  |        |        |
|  | Robin Otto             | 3            |                  |                  |                  |               |  |  |            |            |  |  |        |        |
|  | Robin Otto             | 3            | Robin Otto       | 3                |                  |               |  |  |            |            |  |  |        |        |
|  |                        |              | Robin Otto       | 3                |                  |               |  |  |            |            |  |  |        |        |
|  |                        |              |                  |                  | Jörn Hannes-Hühn | 2             |  |  |            |            |  |  |        |        |
|  | Tobias Friedrichs      | 2            |                  |                  | Jörn Hannes-Hühn | 2             |  |  |            |            |  |  |        |        |
|  | Tobias Friedrichs      | 2            |                  |                  |                  |               |  |  |            |            |  |  |        |        |
|  | Jörn Hannes-Hühn       | 3            |                  |                  |                  |               |  |  |            |            |  |  |        |        |
|  | Jörn Hannes-Hühn       | 3            | Robin Otto       | 2                |                  |               |  |  |            |            |  |  |        |        |
|  |                        |              | Robin Otto       | 2                |                  |               |  |  |            |            |  |  |        |        |
|  |                        |              |                  | Daniel Sciborski | 3                |               |  |  |            |            |  |  |        |        |
|  | Nicolas Fiß            | 2            |                  | Daniel Sciborski | 3                |               |  |  |            |            |  |  |        |        |
|  | Nicolas Fiß            | 2            |                  |                  |                  |               |  |  |            |            |  |  |        |        |
|  | Sascha Breuer          | 3            |                  |                  |                  |               |  |  |            |            |  |  |        |        |
|  | Sascha Breuer          | 3            | Sascha Breuer    | 2                |                  |               |  |  |            |            |  |  |        |        |
|  |                        |              | Sascha Breuer    | 2                |                  |               |  |  |            |            |  |  |        |        |
|  |                        |              |                  |                  | Daniel Sciborski | 3             |  |  |            |            |  |  |        |        |
|  | Kilian Baur-Pantoulier | 1            |                  |                  | Daniel Sciborski | 3             |  |  |            |            |  |  |        |        |
|  | Kilian Baur-Pantoulier | 1            |                  |                  |                  |               |  |  |            |            |  |  |        |        |
|  | Daniel Sciborski       | 3            |                  |                  |                  |               |  |  |            |            |  |  |        |        |

## Finale
| Finale: Best of 7 Frames Schiedsrichter/in: Michael Scheidel Wandelhalle, Bad Wildungen, Deutschland, 11. November 2018 |                |                  |
| Michael Schnabel | 4:1            | Daniel Sciborski |
| 31:67, 102:0 (102), 61:44, 72:21, 77:10                                                                                 |                |                  |
| 102 | Höchstes Break | 34               |
| 1 | Century-Breaks | –                |
| 1 | 50+-Breaks     | –                |